# Caffè (Bresh)
Caffè è un singolo del cantautore italiano Bresh, pubblicato il 2 luglio 2021 come secondo estratto dal secondo album in studio Oro blu.

## Descrizione
Il brano è scritto dallo stesso cantautore con Luca Di Blasi e Luca Ghiazzi, in arte Shune, che ha anche curato la produzione.

## Tracce
Testi e musiche di Andrea Emanuele Brasi, Luca Di Blasi e Luca Ghiazzi.
1. Caffè – 3:10

## Classifiche
| Classifica (2021) | Posizione massima |
| ----------------- | ----------------- |
| Italia            | 99                |